# Leucadendron corymbosum
Espèce
Leucadendron corymbosum est une espèce de plantes à fleurs de la famille des Proteaceae. C'est un arbuste à fleurs faisant partie du fynbos.  Son aire de répartition naturelle s'étend au sud-ouest de la province du Cap en Afrique du Sud. 

## Description
Cet arbuste pousse jusqu'à 2 m de haut. Les tiges de Leucadendron corymbosum sont dressées et nombreuses, les ramilles courtes groupées à la base. Les feuilles sont en forme d'aiguilles. Les inflorescences mâles mesurent 12 mm de diamètre. Elles sont solitaires à l'extrémité de nombreuses ramifications courtes, donnant l'aspect d'un corymbe. Les bractées florales font 1,5 mm de long, sont garnies de soies de 1 mm. Les fleurons des inflorescences femelles lsont égèrement cachés par des bractées florales enroulées en forme de cuillère.

## Répartition et habitat
La plante est originaire du Cap-Occidental et est présente de Michells Pass à Paarl. C'est un arbuste qui pousse principalement dans le biome subtropical.

## Conservation
Leucadendron corymbosum a été récemment évalué pour la Liste rouge de l'UICN des espèces menacées en 2020. Il est classé comme quasi menacé selon les critères
NT ,*« Threatened Species Programme | SANBI Red List of South African Plants », sur redlist.sanbi.org (consulté le 6 janvier 2022).

## Systématique
Le nom correct complet (avec auteur) de ce taxon est Leucadendron corymbosum P.J.Bergius.
Leucadendron corymbosum a pour synonymes :
- Protea bruniades L.fil.
- Protea corymbosa (P.J.Bergius) Thunb.
- Protea ericifolia Willd.
- Protea ericifolia Willd. ex Meisn.

Il est dénommé « Swartwell conebush » en anglais et « Swartlandtolbos » en afrikaans.

### Étymologie
Le nom de genre Leucadendron vient du grec leukos « brillant, blanc » et dendron « arbre ». Son épithète spécifique corymbosum vient du latin corymbus « grappe de lierre » qui en botanique signifie corymbe,